# Merilu Sapa
Merilu Sapa is een Surinaams bestuurder. Sinds 2020 is zij districtscommissaris van Coeroenie.

## Biografie
Rond 12 augustus 2020 kwam haar naam naar buiten als kandidaat om districtscommissaris (dc) te worden. Twee weken later, op 25 augustus, werd ze samen met de nieuwe lichting dc's door president Chan Santokhi geïnstalleerd als dc van het ressort Coeroenie.
In juni en juli 2021 was er veel wateroverlast in het ressort, en hielp ze inwoners Kwamalasamoetoe van wie hutten waren weggespoeld verplaatsen naar hoger gelegen gebieden. Door de regenval ontstonden in het gebied voedseltekorten. Tijdens haar bestuur vond granmanwisseling plaats van Asongo Alalaparoe naar diens kleinzoon Jimmy Toeroemang, van wie ze de inhuldigingsceremonie bijwoonde. Alalaparoe overleed twee maanden later.